# Oreneta meridional
L'oreneta meridional (Progne elegans) és una espècie d'ocell de la família dels hirundínids (Hirundinidae). Es troba a l'Argentina, Bolívia, Brasil, Colòmbia, Panamà, el Paraguai, el Perú, i Uruguai, i ha estat observada a Xile en molt rares ocasions. Els seus hàbitats naturals són boscos de terra baixa humida subtropical o tropical, boscos de muntanya humit subtropical o tropical, els herbassars i matollars tropicals i subtropicals secs, les praderies de muntanya i les zones urbanes. El seu estat de conservació es considera de risc mínim.